# Gunnar Tideström
Lars Gunnar Gabriel Tideström, född 7 februari 1906 i Folkärna församling i Kopparbergs län, död 3 maj 1985 i Helga Trefaldighets församling i Uppsala län, var en svensk litteraturhistoriker. Han var bror till Bertil Tideström.

## Biografi
Gunnar Tideström växte upp i ett prästhem i Dalarna. Han studerade vid Uppsala universitet och avlade filosofisk ämbetsexamen 1931. År 1941 disputerade han på en uppmärksammad avhandling om Johan Ludvig Runebergs romantiska estetik, men är framför allt känd som modernismforskare. Han var professor i litteraturhistoria vid Uppsala universitet 1948–1971.
Tideström intresserade sig som forskare främst med finlandssvensk litteratur. I sin doktorsavhandling belyste han den unge Runebergs litterära och filosofiska idéer, och i sin monografi om Edith Södergran (1949) gav han den grundläggande framställningen av den finlandssvenska modernismens pionjär, hennes liv och författarskap.
Som pedagogisk författare framträdde Tideström med den kommenterande antologin Lyrik från vår egen tid (1945) och som utgivare av och medarbetare i Lyrisk tidsspegel (1947), en samling analyser av modern svensk dikt. Han framträdde också som kulturskribent i bland annat Svenska Dagbladet.
Tideström, som fick sin vetenskapliga utbildning under ledning av den historiskt inriktade Anton Blanck och den sociologiskt inställde Victor Svanberg, tog under 1940-talet starkt intryck av den opposition mot traditionell litteraturforskning, som i USA företräddes av nykritiken. Tideström kom i kontakt med denna strömning som Rockefeller-stipendiat i USA 1951, och blev en av dess introduktörer i Sverige. Sin inställning till den litteraturvetenskapliga metoddebatten deklarerade han bland annat i uppsatsen ”Diktkonstens verkan och verkningsmedel” i Samlaren 1952.